# گیاه پیش‌گوشت‌خوار

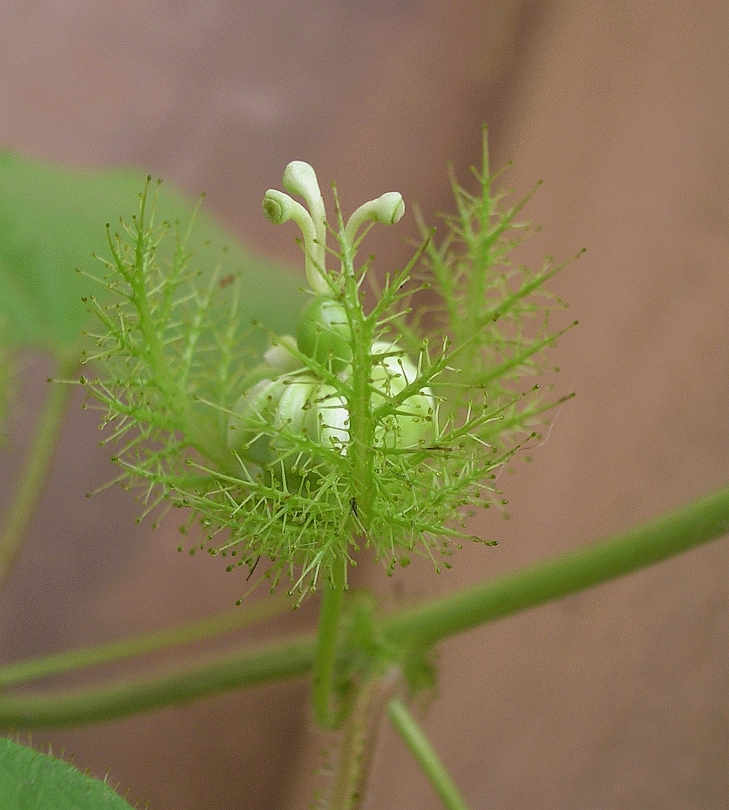
برگک‌ها با نوک موسیلاژ و گل نارس Passiflora foetida، گیاهی پیش‌گوشتخوار.

یک گیاه پیش‌گوشت‌خوار (به انگلیسی: Protocarnivorous plant) (گاهی نیز پاراگوشت‌خوار، زیرگوشت‌خوار یا گوشت‌خوار مرزی)، بر اساس برخی تعریف‌ها، حشرات یا جانوران دیگر را به دام می‌اندازد و می‌کشد، اما توانایی هضم یا جذب مستقیم مواد مغذی از طعمه خود را مانند یک گیاه گوشت‌خوار ندارد. سازگاری‌های زیخت‌شناسی مانند کرک‌های چسبنده یا تله‌های گیاهان پیش‌گوشت‌خوار موازی با ساختار تله‌ای گیاهان گوشت‌خوار تأیید شده‌است.

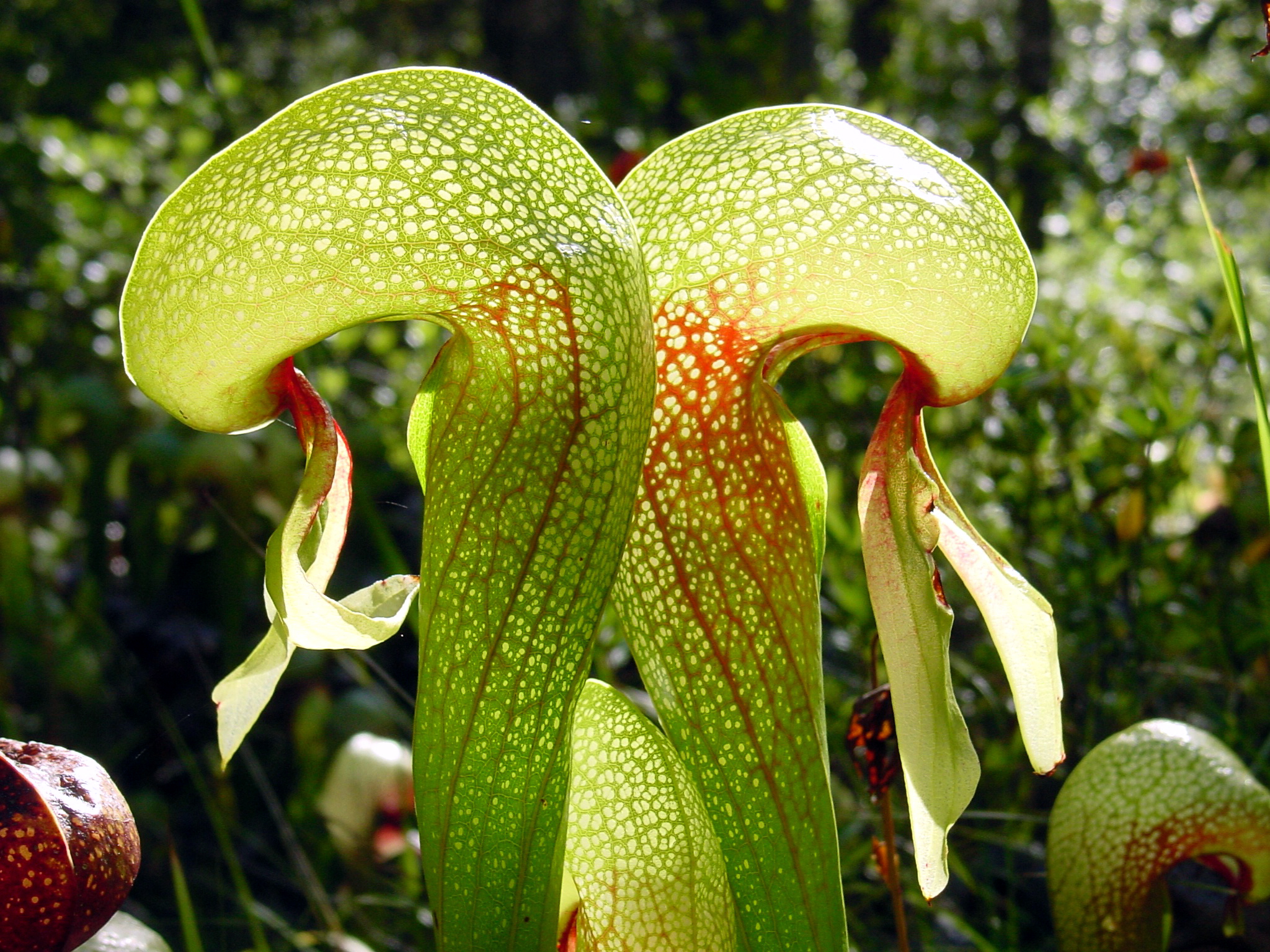
کوزه‌ای کالیفرنیکا آنزیم‌های گوارشی خود را تولید نمی‌کند.